# Karpathos (Gemeindebezirk)
Der Gemeindebezirk Karpathos (griechisch Δημοτική Ενότητα Καρπάθου Dimotikí Enótita Karpáthou) ist seit 2011 einer von zwei Gemeindebezirken der Gemeinde Karpathos auf der gleichnamigen griechischen Insel. Er ging aus der ehemaligen Gemeinde hervor und gliedert sich in den Stadtbezirk Karpathos und acht Ortsgemeinschaften.

## Geschichte
Der Gemeindebezirk Karpathos ging im Rahmen der Verwaltungsreform 2010 aus der gleichnamigen seit 1997 bestehenden Gemeinde hervor. Diese wurde durch den Zusammenschluss der damaligen Gemeinde Karpathos mit acht Landgemeinden nach der Gemeindereform gebildet.
| Stadtbezirk Ortsgemeinschaft | griechischer Name           | Code     | Fläche (km²) | Einwohner 2001 | Einwohner 2011 | Dörfer und Siedlungen                                                           |
| ---------------------------- | --------------------------- | -------- | ------------ | -------------- | -------------- | ------------------------------------------------------------------------------- |
| Karpathos                    | Δημοτική Κοινότητα Καρπάθου | 62010101 | 15,236       | 2077           | 2788           | Karpathos, Platyolo, Afoti, Gaidouronisi, Despotiko                             |
| Aperi                        | Τοπική Κοινότητα Απερίου    | 62010102 | 25,825       | 0469           | 0355           | Aperi, Katodio, Kyra Panagia, Myrtonas                                          |
| Arkasa                       | Τοπική Κοινότητα Αρκάσας    | 62010103 | 16,828       | 0499           | 0564           | Arkasa, Finiki, Diafoftis, Charkias                                             |
| Volada                       | Τοπική Κοινότητα Βωλάδας    | 62010104 | 31,725       | 0415           | 0264           | Volada, Lastos                                                                  |
| Menetes                      | Τοπική Κοινότητα Μενετών    | 62010105 | 44,610       | 0723           | 0662           | Menetes, Agios Ioannis Afiarti, Kipos Afiarti, Lakki, Mira, Nisieros, Prasonisi |
| Mesochori                    | Τοπική Κοινότητα Μεσοχωρίου | 62010106 | 34,800       | 0434           | 0371           | Mesochori, Lefkos, Kato Lefkos, Nisi, Sokastro                                  |
| Othos                        | Τοπική Κοινότητα Όθους      | 62010107 | 11,300       | 0385           | 0281           | Othos, Kallenes, Stes                                                           |
| Pyles                        | Τοπική Κοινότητα Πυλών      | 62010108 | 22,600       | 0407           | 0216           | Pyles                                                                           |
| Spoa                         | Τοπική Κοινότητα Σπόων      | 62010109 | 17,000       | 0341           | 0169           | Spoa, Agios Nikolaos                                                            |
| Gesamt                       | Gesamt                      | 620101   | 219,924      | 6511           | 6226           |                                                                                 |